# Loretana
Loretana är ett släkte av insekter. Loretana ingår i familjen syrsor.
Kladogram enligt Catalogue of Life:
| Loretana | \| \| Loretana maxima \| \| \| \| \| \| Loretana transversalis \| \| \| \| |
|          | \| \| Loretana maxima \| \| \| \| \| \| Loretana transversalis \| \| \| \| |
|          | Loretana maxima                                                            |
|          |                                                                            |
|          | Loretana transversalis                                                     |
|          |                                                                            |